# هسته رآکتور هسته‌ای

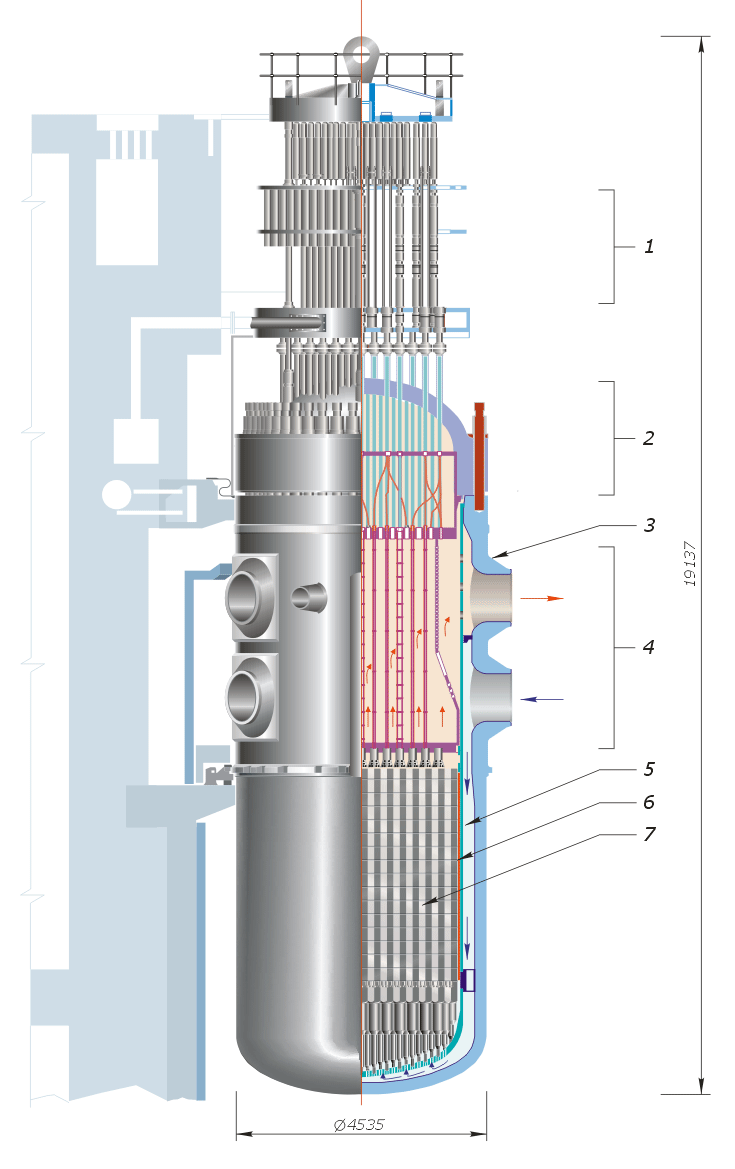
برشی از هسته یک رآکتور هسته‌ای.

هسته رآکتور هسته‌ای (به انگلیسی: Nuclear reactor core) بخشی از رآکتور هسته‌ای است که از میله‌های سوخت تشکیل شده و عمل شکافت هسته‌ای و تولید انرژی در آن صورت می‌گیرد.